# Hydrocotyle pseudoconferta
Hydrocotyle pseudoconferta là một loài thực vật có hoa trong Họ Cuồng. Loài này được Masam. mô tả khoa học đầu tiên năm 1932.